# Кастельно-Пегероль
Кастельно́-Пегеро́ль (фр. Castelnau-Pégayrols, окс. Castèlnòu de Leveson) — коммуна во Франции, находится в регионе Окситания. Департамент — Аверон. Входит в состав кантона Сен-Бозели. Округ коммуны — Мийо.
Код INSEE коммуны — 12062.

## География
Коммуна расположена приблизительно в 530 км к югу от Парижа, в 135 км северо-восточнее Тулузы, в 38 км к юго-востоку от Родеза.

## Население
Население коммуны на 2008 год составляло 321 человек.
| 1962 | 1968 | 1975 | 1982 | 1990 | 1999 | 2008 |
| ---- | ---- | ---- | ---- | ---- | ---- | ---- |
| 390  | 428  | 334  | 311  | 295  | 282  | 321  |

## Экономика
В 2007 году среди 217 человек в трудоспособном возрасте (15—64 лет) 177 были экономически активными, 40 — неактивными (показатель активности — 81,6 %, в 1999 году было 72,2 %). Из 177 активных работали 173 человека (96 мужчин и 77 женщин), безработных было 4 (2 мужчин и 2 женщины). Среди 40 неактивных 18 человек были учениками или студентами, 10 — пенсионерами, 12 были неактивными по другим причинам.

## Достопримечательности
- Монастырь Сен-Мишель[фр.] (XII век). Памятник истории с 1920 года[3]
- Церковь Сен-Пьер (XII век). Памятник истории с 1930 года[4]
- Замок Кастельно-Пегероль[фр.] (XI век). Памятник истории с 1975 года[5]
- Средневековая гидравлическая сеть, в том числе несколько водяных мельниц. Памятник истории с 1997 года[6]

## Фотогалерея

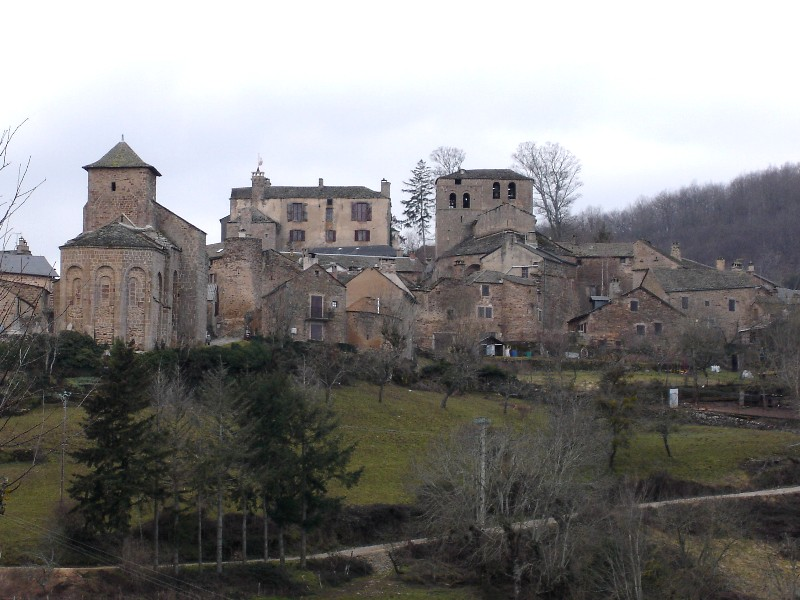
Кастельно-Пегероль
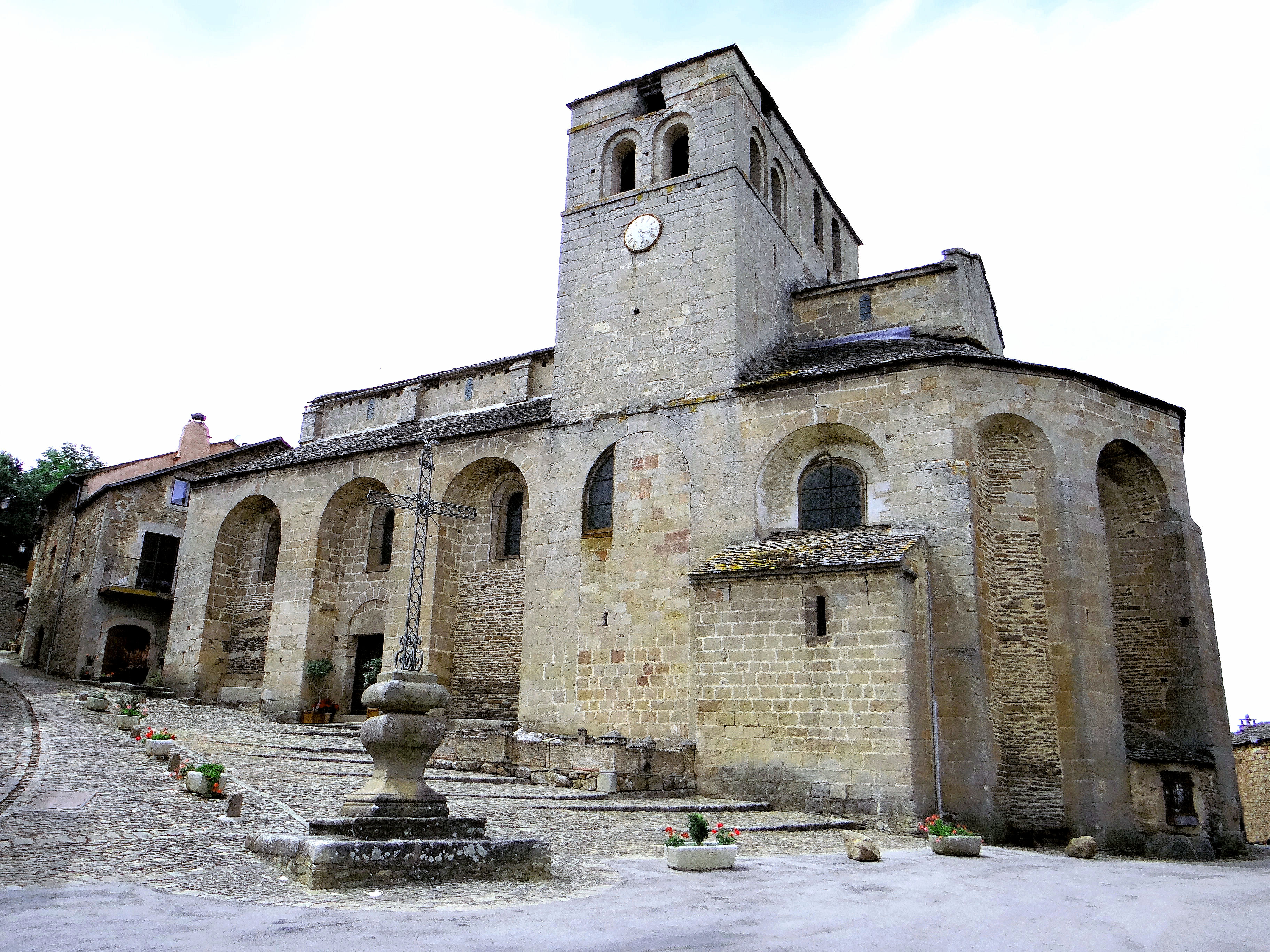
Церковь Сен-Мишель
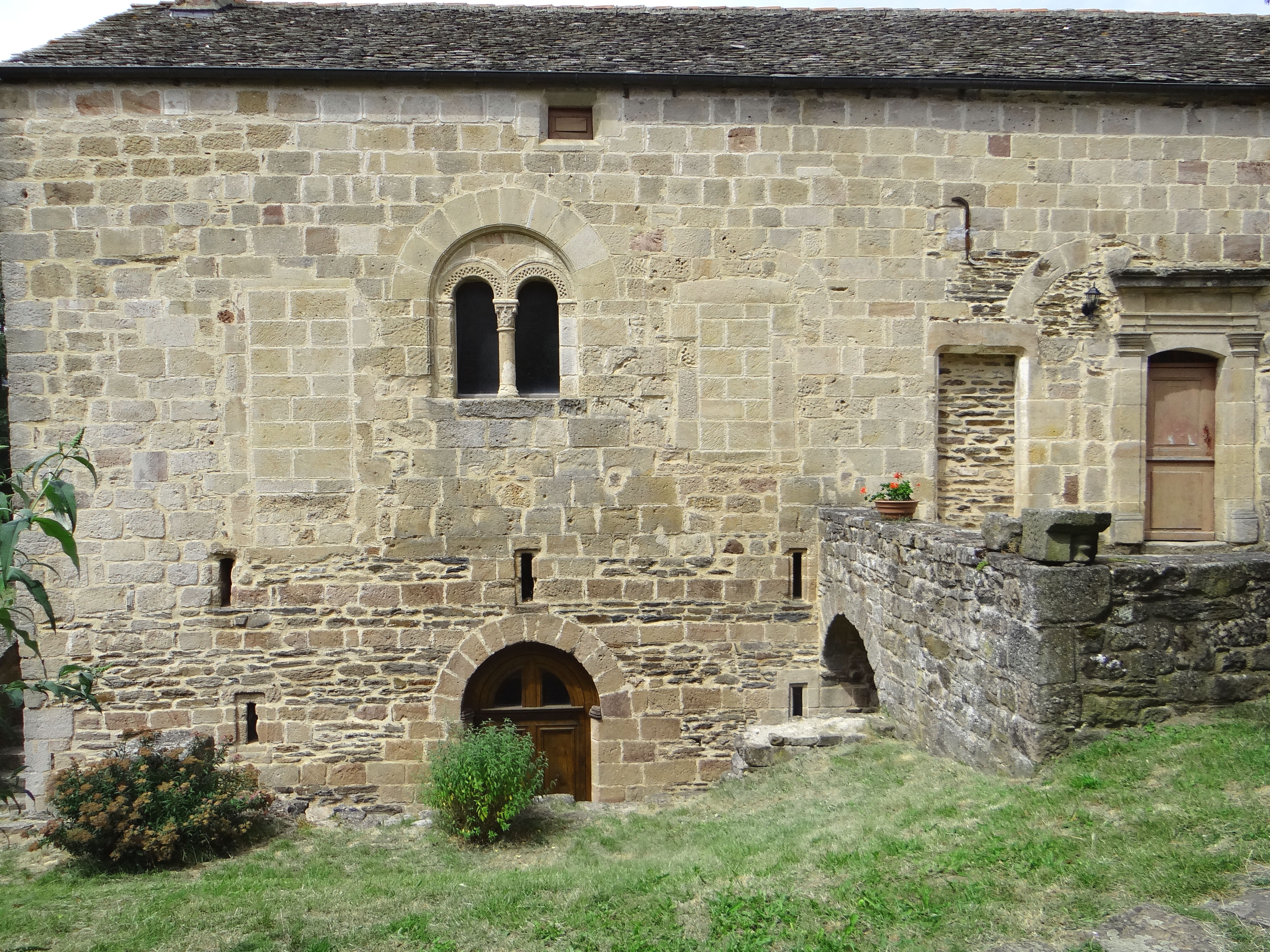
Монастырь Сен-Мишель
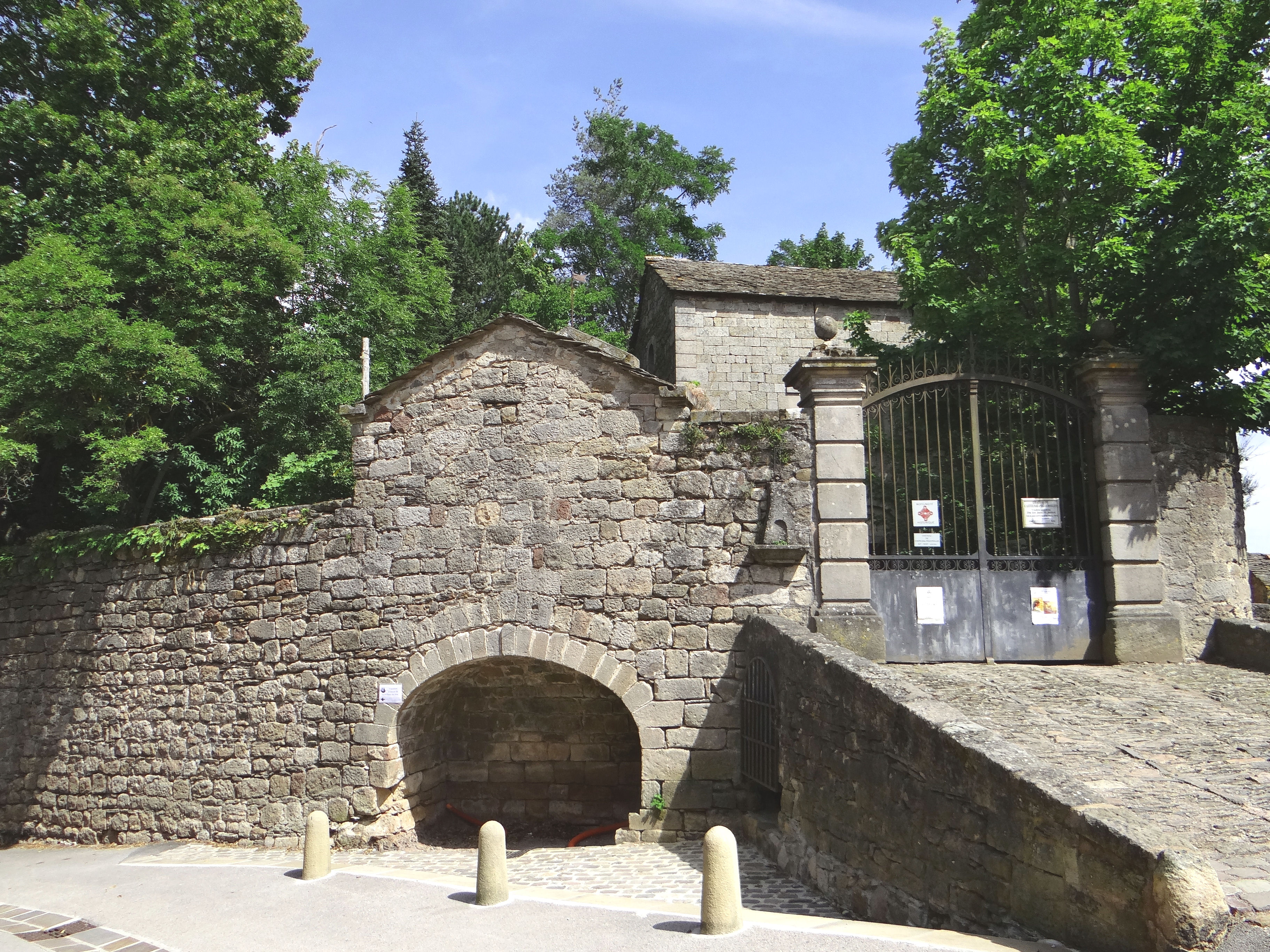
Вход в замок Кастельно-Пегероль
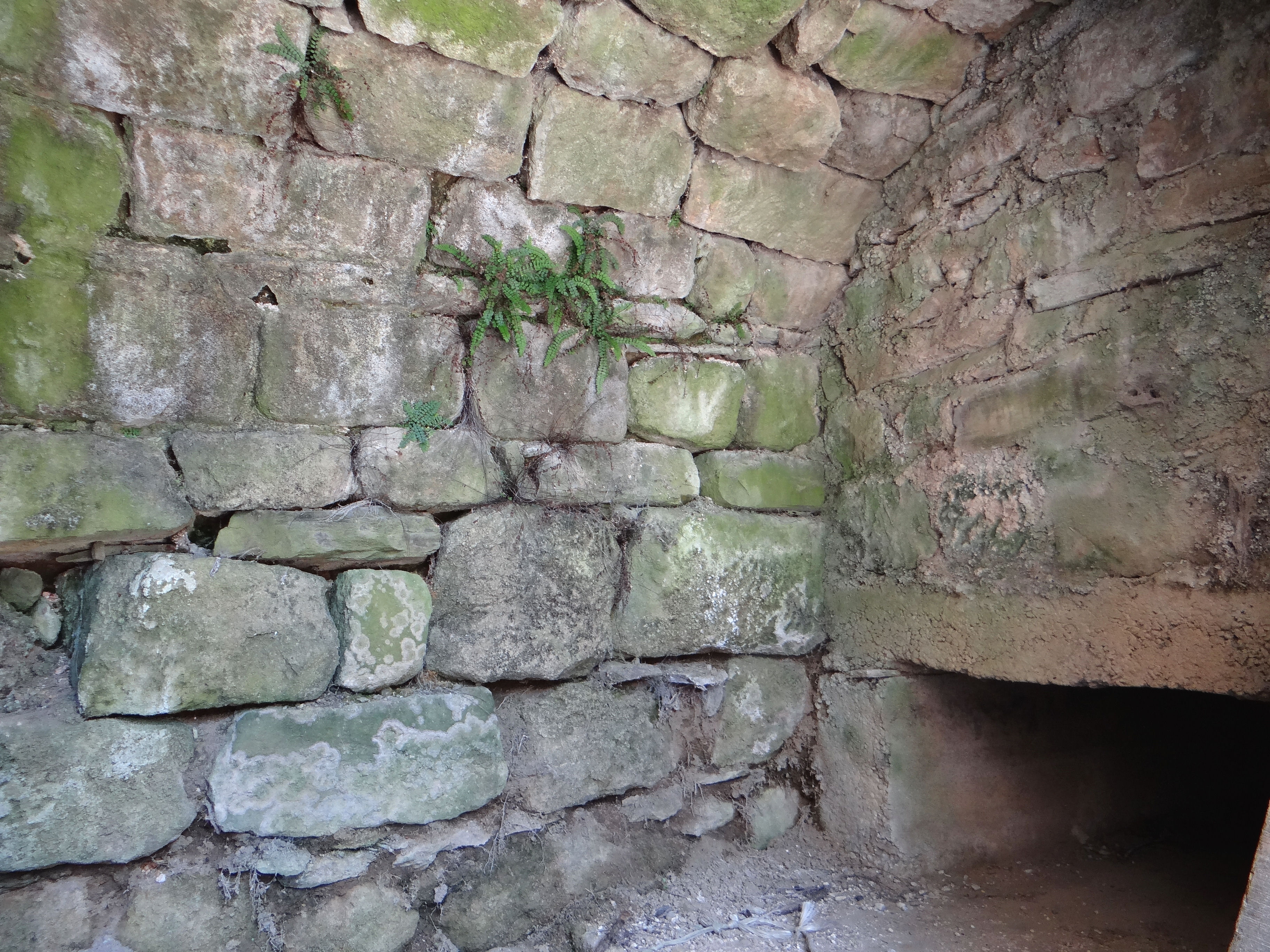
Гидравлическая сеть